# Vladimiras Dudinas
Vladimiras Dudinas (* 13. Dezember 1941; † März 2017) war ein litauischer Hindernisläufer, der für die Sowjetunion startete.
Über 3000 Meter Hindernis gewann er Bronze bei den Europameisterschaften 1969 in Athen, siegte beim Europacup 1970 in Stockholm und wurde Neunter bei den Europameisterschaften 1971 in Helsinki.
1969 und 1973 wurde er sowjetischer Meister. Sein bei den nationalen Meisterschaften am 19. August 1969 in Kiew aufgestellter Weltrekord von 8:22,2 min ist bis heute baltischer Rekord.